# Kaori Iwabuchi
Kaori Iwabuchi (Nagano, 28 aprile 1993) è una saltatrice con gli sci giapponese.

## Biografia
Ha esordito in Coppa Continentale, la massima competizione femminile di salto prima dell'istituzione della Coppa del Mondo nella stagione 2012, il 3 marzo 2009 a Zaō (21ª) e in Coppa del Mondo il 3 dicembre 2012 a Lillehammer, nella gara inaugurale del circuito, classificandosi 22ª. A Falun 2015, suo esordio iridato, è stata 36ª; ai successivi Mondiali di Lahti 2017 si è classificata 11ª. Il 16 dicembre 2017 ha ottenuto a Hinterzarten la sua prima vittoria, nonché primo podio, in Coppa del Mondo.
Ai XXIII Giochi olimpici invernali di Pyeongchang 2018, suo esordio olimpico, si è classificata 12ª nel trampolino normale; l'anno dopo ai Mondiali di Seefeld in Tirol è stata 6ª nella gara a squadre, mentre a quelli di Oberstdorf 2021 si è classificata 29ª nel trampolino lungo. Ai XXIV Giochi olimpici invernali di Pechino 2022 si è classificata 18ª nel trampolino normale.

## Palmarès

### Mondiali juniores
- 1 medaglia:
  - 1 oro (gara a squadre a Erzurum 2012)

### Coppa del Mondo
- Miglior piazzamento in classifica generale: 16ª nel 2018
- 3 podi (tutti a squadre):
  - 2 vittorie
  - 1 terzo posto

#### Coppa del Mondo - vittorie
| Data             | Località     | Nazione  | Trampolino                                                |
| ---------------- | ------------ | -------- | --------------------------------------------------------- |
| 16 dicembre 2017 | Hinterzarten | Germania | Rothaus HS108 (con Yūki Itō, Yūka Setō e Sara Takanashi)  |
| 20 gennaio 2018  | Zaō          | Giappone | Yamagata HS102 (con Yūka Setō, Yūki Itō e Sara Takanashi) |

### Coppa Continentale
- Miglior piazzamento in classifica generale: 20ª nel 2012